# Запасна частина
Запасна́ части́на — складова частина виробу, призначена для заміни такої самої частини, що перебувала в експлуатації, для підтримання або відновлення справності чи роботоздатності виробу.
До запасних частин належать попередньо виготовлені вузли, агрегати і деталі машин, що призначені для заміни зношених при експлуатації, головним чином швидкозношуваних деталей (втулок, вальниць, зубчастих коліс, поршнів, защільнювачів тощо). Запасні частини зазвичай виготовляють тих же розмірів, що і основні деталі, або з розмірами, що враховують знос спряжених деталей (т.з. ремонтними розмірами).

## Облік запасних частин
Усі запасні частини, отримані від постачальника або з інших джерел, оприбутковуються на склад. При передачі в ремонтні цехи, дільниці вони списуються на вартість ремонтів в міру їх використання.
Рух запасних частин, що передаються в ремонт і для відновлення, здійснюється без відображення в бухгалтерському обліку. При цьому матеріально відповідальна особа підрозділу-відправника виписує накладну у двох примірниках. Перший примірник після здачі частин в ремонт залишається у матеріально відповідальної особи і після отримання запасних частин з ремонту передається до бухгалтерії.